# Eduard Gáborík
Eduard Gáborík (* 22. února 1942) je bývalý slovenský fotbalista, útočník a záložník.

## Fotbalová kariéra
V československé lize hrál za ČH/Inter Bratislava, ZVL Žilina a Slavii Praha. Nastoupil ve 258 ligových utkáních a dal 25 gólů. Za dorosteneckou reprezentaci nastoupil v 1 utkání, za juniorskou reprezentaci nastoupil v 8 utkáních a dal 1 gól, za olympijskou reprezentaci nastoupil ve 4 utkáních a za reprezentační B-tým nastoupil v 5 utkáních.

## Ligová bilance
| Ročník                                   | Zápasy | Góly | Klub                |
| ---------------------------------------- | ------ | ---- | ------------------- |
| 1. československá fotbalová liga 1960/61 | -      | 4    | ČH Bratislava       |
| 1. československá fotbalová liga 1961/62 | -      | 3    | ČH Bratislava       |
| 1. československá fotbalová liga 1962/63 | -      | 2    | Slovnaft Bratislava |
| 1. československá fotbalová liga 1963/64 | -      | 1    | Slovnaft Bratislava |
| 1. československá fotbalová liga 1964/65 | -      | 6    | Slovnaft Bratislava |
| 1. československá fotbalová liga 1965/66 | -      | 1    | Inter Bratislava    |
| 1. československá fotbalová liga 1966/67 | -      | 0    | Inter Bratislava    |
| 1. československá fotbalová liga 1967/68 | 10     | 0    | Inter Bratislava    |
| 1. československá fotbalová liga 1968/69 | 5      | 0    | Inter Bratislava    |
| 1. československá fotbalová liga 1968/69 | 13     | 1    | ZVL Žilina          |
| 1. československá fotbalová liga 1969/70 | 24     | 0    | ZVL Žilina          |
| 1. československá fotbalová liga 1970/71 | 14     | 3    | ZVL Žilina          |
| 1. československá fotbalová liga 1970/71 | 10     | 0    | Slavia Praha        |
| 1. československá fotbalová liga 1971/72 | -      | 4    | Slavia Praha        |
| 1. československá fotbalová liga 1972/73 | -      | 0    | Slavia Praha        |
| CELKEM                                   | 258    | 25   |                     |